# Louis Stutterheim

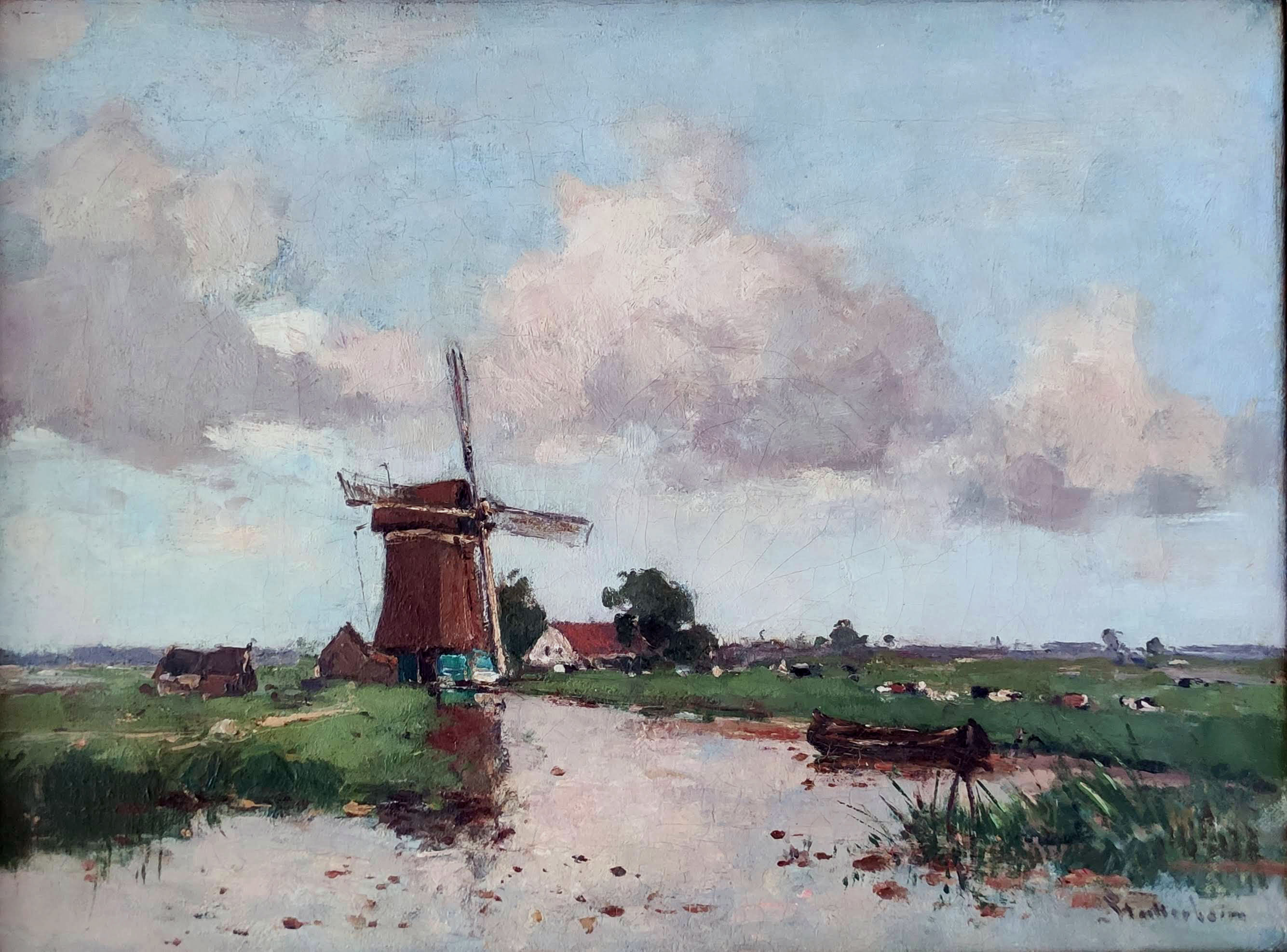
zicht op de poldermolen aan het Ankeveense Pad in Nederhorst den Berg

Lodewijk Philippus Stutterheim (Rotterdam, 15 augustus 1873 - Gouda, 23 november 1943) was een Nederlandse schilder en tekenaar van landschappen en stillevens in de stijl van de Haagse School.

## Leven en werk
Louis Stutterheim werd geboren als derde kind van de Rotterdamse apotheker Christiaan Lodewijk Willem Stutterheim en Jacoba Sack. Het Lutherse gezin woonde boven de apotheek, eerst in de Vischsteeg, later op de Westersingel.
De jonge Louis volgde na de Mulo lessen op de Rotterdamse Academie van Beeldende Kunsten, waar hij een klasgenoot van Kees van Dongen was, maar zijn vader wilde hem op kantoor hebben. In 1904, inmiddels wonend in Den Haag, ruilde hij het zakenleven definitief in voor het kunstenaarschap. Mede-Rotterdammers August Willem van Voorden en Gerard Altmann namen hem mee om te schilderen in de plassengebieden rond Noorden en Kortenhoef. Stutterheim raakte onder de indruk van de polderlandschappen en zou later voornamelijk in de omgeving van Kortenhoef werken. Hij wordt daarom gerekend tot de Kortenhoefse schilders.
Stutterheim trouwde in 1906 in Den Haag met Johanna Wilhelmina Verhoef. Hij vertrok in 1912 naar Nederlands-Indië en woonde van 1914 tot 1916 in Philadelphia (Pennsylvania). In 1924 vestigde hij zich na wat omzwervingen in Hilversum, later woonde hij in het nabijgelegen 's-Graveland, vlak bij Kortenhoef. Hij overleed in 1943 op 70-jarige leeftijd plotseling op doorreis in Gouda.
Louis Stutterheim was lid van Vereeniging Sint Lucas, Arti et Amicitiae, Gooische Schildersvereniging en Vereeniging voor Beeldende Kunsten Laren-Blaricum.
- Biografisch Portaal: 65173232
- Nederlandse Thesaurus van Auteursnamen: 430469764
- RKD-Nederlands Instituut voor Kunstgeschiedenis: 90591
- Virtual International Authority File: 5810161211923140070009